# Kiterjesztett valóság

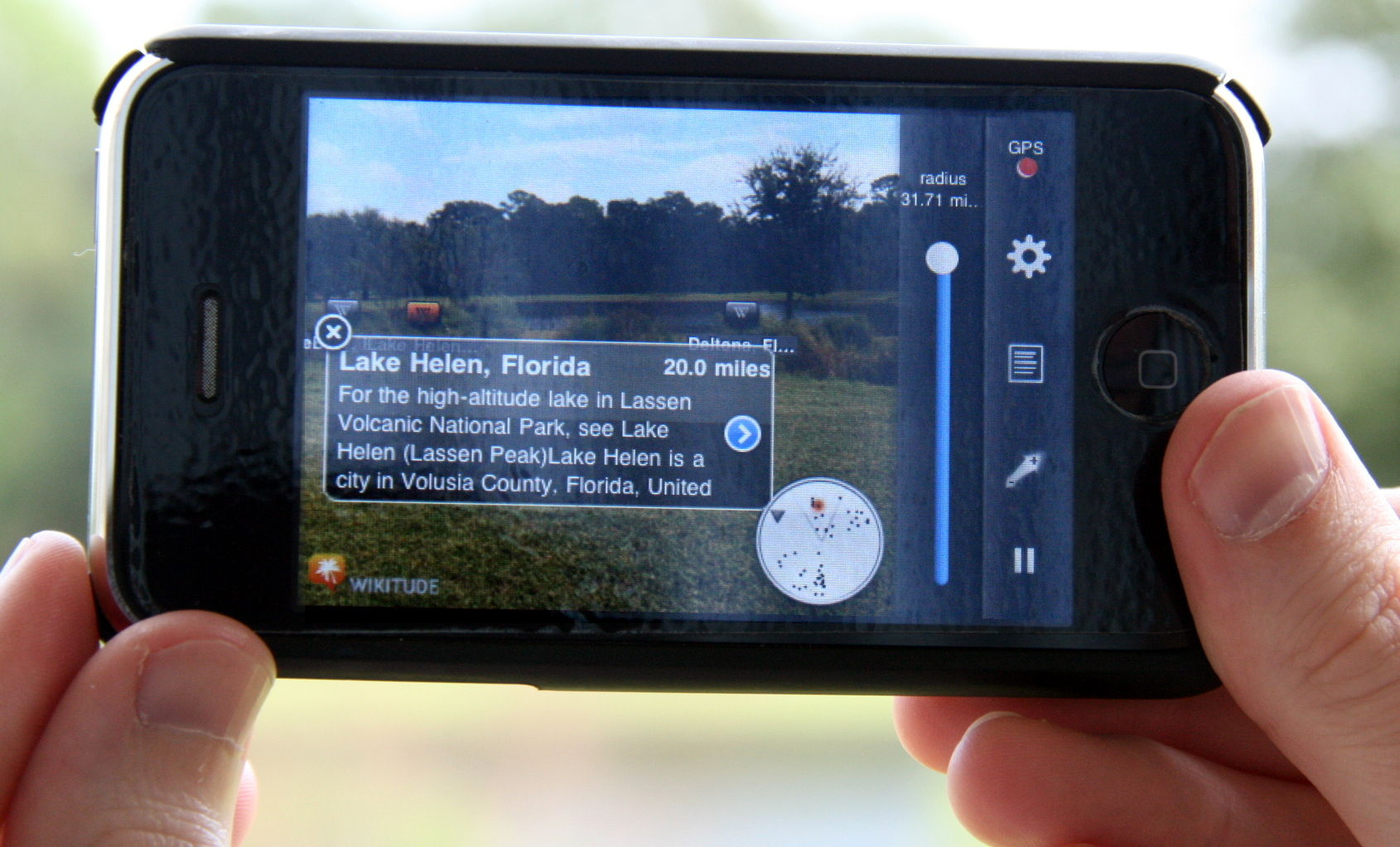
Kiterjesztett valóság egy IPhone-on

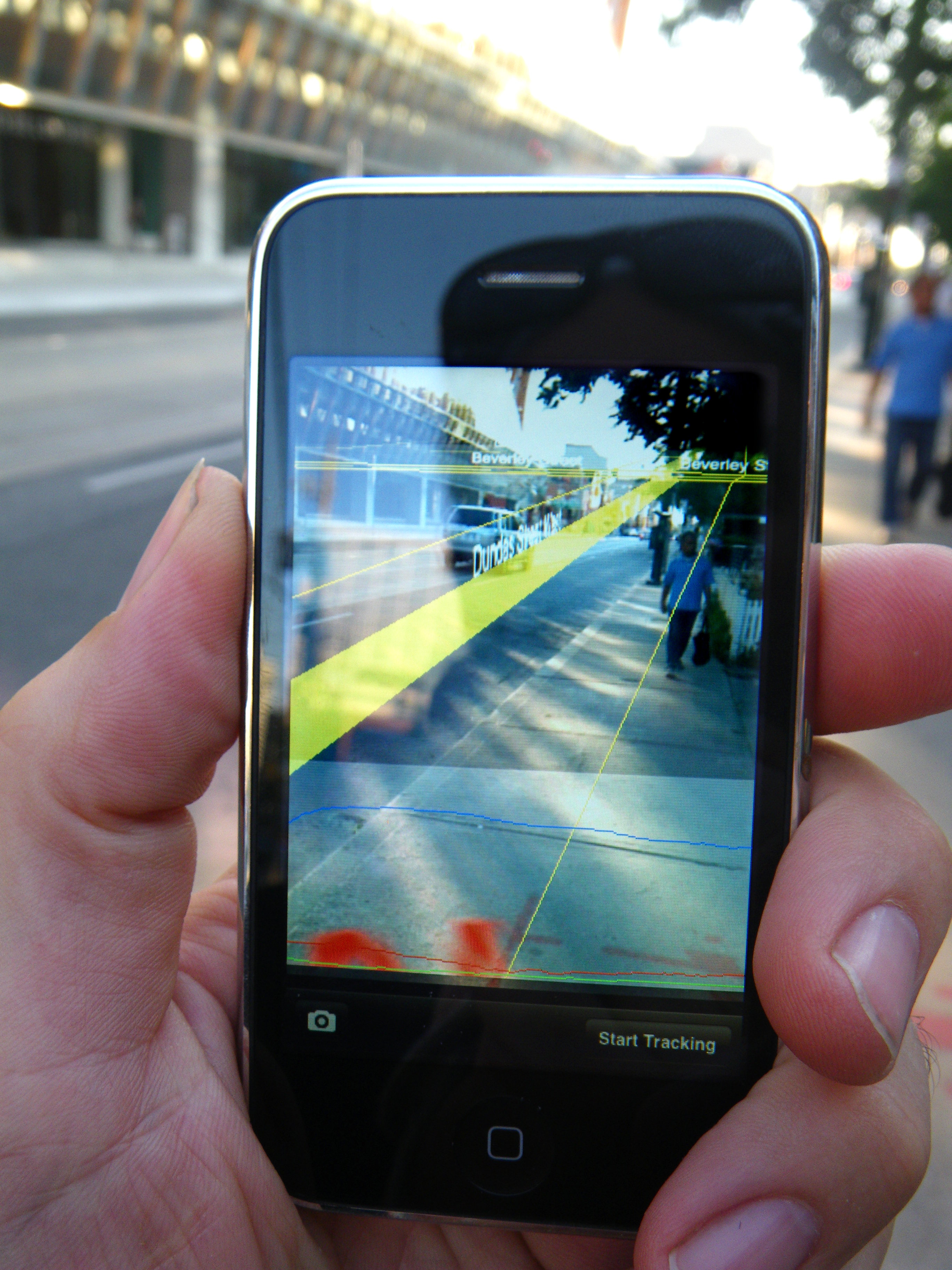
Navigációt segítő információ egy okostelefon képernyőjén

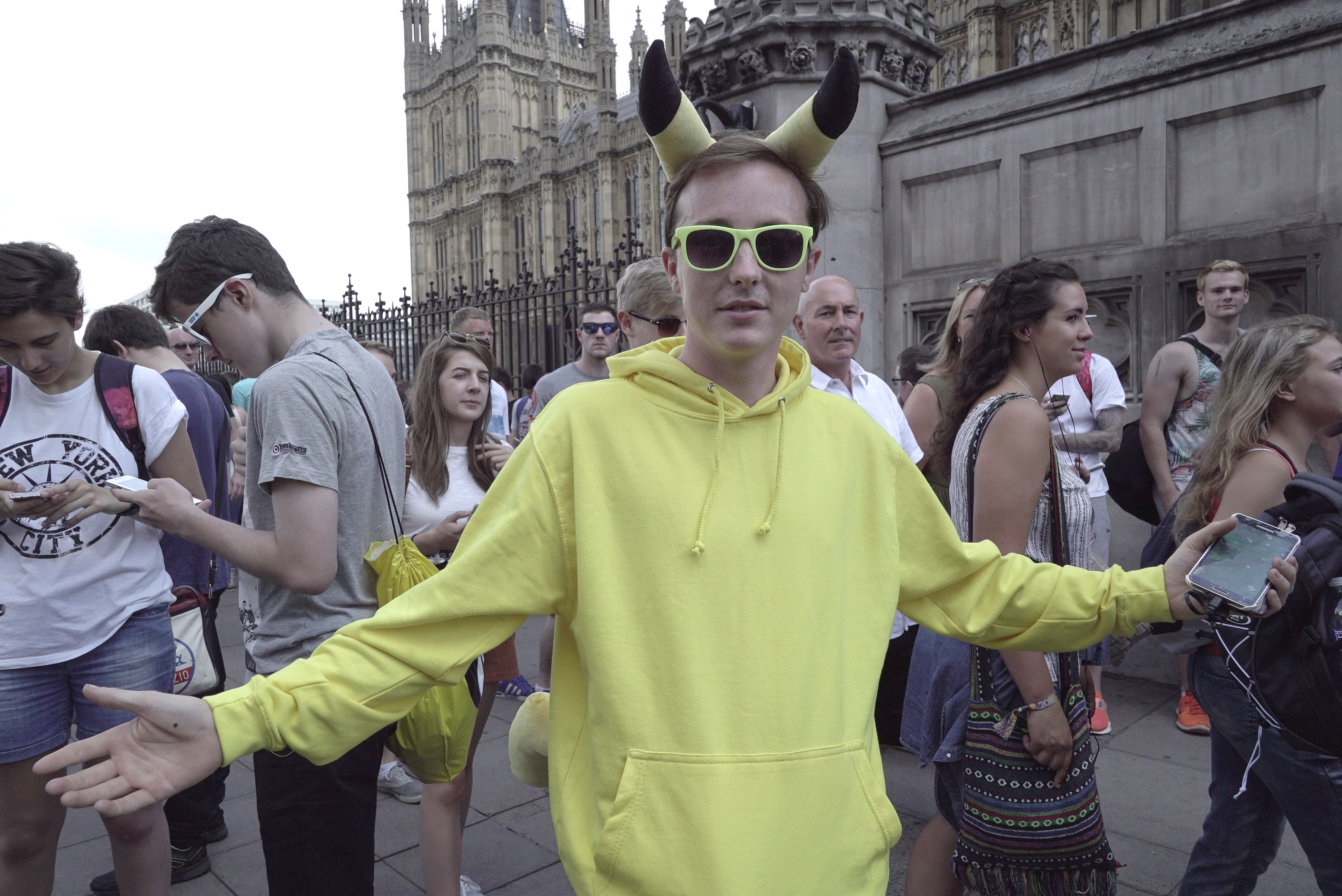
Tömeges Pokémon csalogató rendezvény Londonban 2016. július 23-án

A kiterjesztett valóság vagy augmentált valóság (angolul augmented reality, AR) a valóság egyfajta virtuális (látszólagos) kibővítése, amikor például egy mobiltelefon kamerájával szétnézve vagy egy erre a célra létrehozott szemüveget használva a valós környezetbe virtuális elemeket vetítünk.

## Sajátosságai
A kiterjesztett valóság jelentési és megjelenési horizontja igen széles, valamennyi formája azonban közös tulajdonságokkal rendelkezik. Ezek közül a legfontosabb, hogy a tárgyi világ kontextusába a virtuális tárgyak valós időben épülnek be. A folyamat, mely mindenképpen valamilyen mediatizált kommunikáció része, elválaszthatatlan az augmentált valóságot létrehozó technológiától, ugyanis a külvilágot érzékelő optikára (és más szenzorokra), illetve a természethűség követelményének megfelelő kijelzőre van szükség.
Az alkalmazások segítségével a tárgyi világról szóló információk interaktívak lesznek és digitalizálódnak, ilyen módon tárolhatóvá és könnyebben hozzáférhetővé válnak, miközben a való világra információs rétegként rakódnak. Az augmentált valóság tehát eszközfüggő, technikailag determinált és konvergens: az okostelefon, a film és a könyv, sőt az orvosi vizuális diagnosztika kontextusában is megjelenik.
A kiterjesztett valóság tipikus példáival a befogadó eddig általában a fogyasztás kultúrájának keretein belül alkotott mozifilmekben találkozott. A Terminátor 2 című film egyik látványos újdonsága az volt, hogy az android robotszemén keresztül láthatta a néző a film világát. A vörös képernyőn folyamatosan váltakozó számok, a környezet elemzéséből nyert információ szerepeltek. Virtuális és valós tér rajzolódott ki a befogadó előtt egy időben. Az említett filmben kifinomult módon jelenik meg, ahogy a T1000-es azonosítja egy adatbázis segítségével azt őt körülvevő tárgyakat és jelenségeket. Egy olyan kifinomult audio- és videoszenzorokkal felszerelt gépet ismerhetünk meg, melynek nincsenek korábbi tapasztalatai, logikáját pedig sem érzelmek, sem élmények nem befolyásolják.
Az ipari társadalom felismerte a technológia fogyasztási cikkekhez kapcsolódó kiegészítő értékét, így például személyautókba szerelnek olyan rendszereket, melyek a kijelzőre vetítik a jármű aktuális sebességét, a rossz látásai viszonyok között is hőkamerával érzékelt gyalogosokra figyelmeztető piktogramot stb.

## A gyakorlatban
Egy adott környéken megjelenik az éppen a kamerában látható boltok nyitvatartása, vagy eszközünket egy könyv fölé tartva megjelenik egy 3d-s modell. A Google Térképpel kapcsolatban a Google 2018-as fejlesztői konferenciáján kiderült, hogy kiterjesztett valóság-támogatást kap. Ha útközben esetleg tanácstalanná válunk, hogy merre is forduljunk, elég lesz a mobilunk kameráját az útra szegezni, ezután a kijelzőn a kamera képen irányjelző nyilacskák jelennek meg, mutatva, hogy melyik a helyes irány a célpontunk megközelítéséhez.
Népszerű, valóságkiterjesztő szoftverek futtatására alkalmas eszközök a Google Android operációs rendszert futtató telefonok és az Apple iPhone. Fontos előfeltétele a működésnek, hogy az adott készülék képes legyen a helymeghatározásra (például GPS segítségével) és arra, hogy egy magnetométer szenzor segítségével „lássa”, merre néznek vele (iránytű mód).
Ezenkívül népszerűek az olyan alkalmazások is, melyek (asztali) számítógép webkamerájának képét használják fel: például a valóságban nincs rajtunk szemüveg, a képen mégis megjelenik az adott tárgy. Az okostelefonokat érzékelőkkel látják el, amelyek figyelik a fényviszonyokat, mérik a gyorsulást, érzékelik a Föld mágneses terét, valamint a közelségérzékelővel érzékelik, ha valami közel kerül hozzájuk.